# Purpura panama
Purpura panama ist der Name einer Schnecke aus der Familie der Stachelschnecken, die im Indopazifik verbreitet ist.

## Merkmale
Das mittelgroße, feste und spindel- bis eiförmige Schneckenhaus von Purpura panama, das bei ausgewachsenen Schnecken eine Länge von etwa 6 cm erreicht, hat einen großen Körperumgang, ein kurzes Gewinde und eine große, eiförmige Gehäusemündung. Das Gehäuse ist mit spiraligen Streifen, einer Reihe niedriger Knoten auf der Schulter der Umgänge des Gewindes und vier Reihen auf dem Körperumgang skulpturiert. Die Spindel hat einen kräftigen Callus. Die äußere Lippe der Gehäusemündung ist dünn und gekerbt. Die Oberfläche der Schale ist braun mit weißen Linien und Flecken auf den Tuberkeln, das Innere der Gehäusemündung kremfarben mit feinen roten Linien, am Rand gelb und braun, die Spindel mit braunen Fleckchen.

## Verbreitung, Lebensraum und Lebensweise
Purpura panama ist im Indopazifik von den Küsten Südafrikas (KwaZulu-Natal) und Ostafrikas bis ins östliche Indonesien, nördlich nach Japan und südlich bis ins südliche Indonesien verbreitet, wo sie auf felsigen Untergründen in der Gezeitenzone und etwas darunter zu finden ist.

## Lebenszyklus
Wie andere Neuschnecken ist Purpura panama getrenntgeschlechtlich. Nach der Begattung kommen Weibchen zusammen, um mattenförmige Gelege mit gestielten Eikapseln abzulegen, aus denen dann Veliger-Larven schlüpfen.

## Ernährung
Purpura panama frisst Muscheln und Seepocken, in deren Schalen sie Löcher bohrt, um ans Fleisch zu gelangen. Napfschnecken erbeutet sie dagegen, indem sie sie mit ihrem Fuß vom Felsen zieht.

## Bedeutung für den Menschen
Purpura panama wird in Indien wegen ihres Fleisches gesammelt und vermarktet.

## Status als Art
Purpura panama wurde 1798 von Peter Friedrich Röding als Thais panama beschrieben. Seit der Artbeschreibung von Purpura rudolphi durch Jean-Baptiste de Lamarck 1822 ist diese Art wiederholt mit Purpura panama synonymisiert und selbst der deutsche Trivialname Rudolphs Purpurschnecke letzterer zugeordnet worden. Purpura panama gilt nach wie vor als eigene Art, doch ist Purpura rudolphi nunmehr Synonym von Purpura persica.